# Laura Badea-Cârlescu
Laura Gabriela Badea-Cârlescu, bis 1999 Laura Badea (* 28. März 1970 in Bukarest) ist eine ehemalige rumänische Fechterin. Sie war 1996 Olympiasiegerin und Europameisterin, im Jahr zuvor Weltmeisterin und 1994 Weltmeisterin mit der Mannschaft. Hinzu kommen drei weitere europäische Titel in den Jahren 1997 und 2004. Ihre Waffe war das Florett. Die bisher einzige Fecht-Olympiasiegerin ihres Landes im Einzel ist heute Mitglied des Comitetul Olimpic și Sportiv Român (COSR, Olympisches Komitee in Rumänien).

## Sportliche Laufbahn
Badea spielte zuerst Handball und interessierte sich für Leichtathletikmehrkampf. Mit 13 Jahren begann sie mit dem Fechttraining. Badea begann ihre internationale Karriere auf den Olympischen Spielen in Barcelona 1992, wo sie mit der Mannschaft eine Bronzemedaille gewann. 1993 folgte Silber bei der Weltmeisterschaft in Essen, dann die Goldmedaille 1994 in Athen. Ein Jahr später wurde sie Fechtweltmeisterin in Den Haag und Silbermedaillengewinnerin mit der Mannschaft. 1996 wurde sie sowohl Europameisterin als Olympiasiegerin in Atlanta, wo sie die Italienerin Valentina Vezzali bezwang. Badea war damit die erste Rumänin, die eine Goldmedaille im Fechten gewann. Im Mannschaftsfinale unterlag Rumänien den Italienerinnen und gewann Silber. Bei den Sommerspielen in Sydney und Athen wurde sie Vierte und Fünfte.

### Einzelerfolge
- 1993 Bronze EM Wien
- 1994 Silber EM Krakau
- 1995 Gold WM Den Haag
- 1996 Gold Olympische Spiele Atlanta
- 1996 Gold EM Limoges
- 1997 Gold EM Danzig
- 1999 Bronze EM Bozen
- 2002 Silber EM Moskau
- 2004 Gold EM Kopenhagen

### Mannschaftserfolge
- 1992 Bronze Olympische Spiele Barcelona
- 1993 Silber WM Essen
- 1994 Gold WM Athen
- 1995 Silber WM Den Haag
- 1996 Silber Olympische Spiele Atlanta
- 1997 Silber WM Kapstadt
- 1998 Silber WM La Chaux-de-Fonds
- 2002 Bronze WM Lissabon
- 2003 Bronze WM Havanna
- 2004 Silber WM New York
- 2004 Gold EM Kopenhagen

## Berufliche Laufbahn
Von 1988 bis 2004 diente Badea in der rumänischen Armee. Sie schied mit dem Rang eines Obersten aus. Zu ihrem Sportdiplom von 1995 fügte sie 2007 ein weiteres in Sportmanagement hinzu. 2008 wurde sie mit einer Arbeit über das Sportfechten promoviert.
Badea ist seit 1999 mit dem Säbel-Fechter Adrian Cârlescu verheiratet. Sie sind Eltern einer Tochter.